# Pipa para fumar cebil
La pipa para fumar cebil hace referencia a un instrumento hallados en contextos arqueológicos sudamericanos utilizado para la autoadministración por vía fumatoria de partes de plantas como Anadenanthera colubrina, llamada cebil en Chile y Argentina, entre otras. Las pipas encontradas fueron elaboradas en arcilla, hueso y piedra. 
A partir del análisis efectuado con microscopio petrográfico en los residuos de combustión adheridos a las pipas se ha identificado el uso del cebil y en algunos casos en combinación con otras plantas como tabaco (Nicotiana longiflora), Datura stramonium y Trichocline reptans. En algunos casos como en el sitio La Granja (del 130 a 1000 d. C.) cerca a Rancagua en Chile los análisis efectuados en los microfósiles mostraron solo la presencia de Nicotiana spp. en los hornillos.

## Cronología
Las pipas halladas más antiguas son de hueso y corresponden al sitio de Inca Cueva en la quebrada de Humahuaca en la puna de la provincia de Jujuy. Se encontraron en el lugar dos pipas tubulares de hueso fechadas en el 2300 a. C. Las pipas estaban elaboradas a partir de huesos de puma (Puma concolor) y detectó la presencia del alcaloide bufotenina (N-dimetil-5-hidroxitriptamina), presente en el árbol de cebil: Anadenanthera colubrina var. cebil.
Las pipas de cerámica más antiguas se han encontrado también en el Noroeste argentino (NOA) en el valle del río San Francisco en la provincia de Jujuy y se encuentran fechadas en el 1600 a. C. Las más recientes pipas son de cerámica y se han encontrado en el sitio Piedras Blancas en el valle de Ambato en la provincia de Catamarca en Argentina y corresponden a los siglos X y XI d. C.

## Distribución geográfica
En Argentina, se han encontrado pipas en NOA en las provincias de Catamarca, Salta y Jujuy. Dentro de los sitios arqueológicos con hallazgos se encuentran:
- En Catamarca: Tebenchique Chico (departamento Antofagasta de la Sierra), Piedras Blancas (departamento de Ambato)[6]
- En Jujuy: Saladillo Redondo (El Piquete, departamento de Santa Bárbara),[7] Laguna Blanca (departamento de Rinconada)[8]
- En Salta: Seclantás (departamento de Molinos) y Cachi (departamento de Cachi)[8]

En Chile, se han encontrado pipas en el área de San Pedro de Atacama y en el denominado Norte Semiárido (los valles generados por las cuencas del Copiapó, Huasco, Elqui, Limarí y Choapa). Dentro de los sitios arqueológicos con hallazgos se encuentran:
- En la región de Antofagasta: Quitor (provincia de El Loa)
- En la región de Atacama: Toconao (comuna de San Pedro de Atacama), Tulán (cuenca del río Tulán)[10]
- En la región de Coquimbo: Pichicavén (subcuenca del río Illapel, cuenca del Choapa)[11]
- En la región de O'Higgins: La Granja (cuenca del río Cachapoal)[11]

## Tipos de pipa

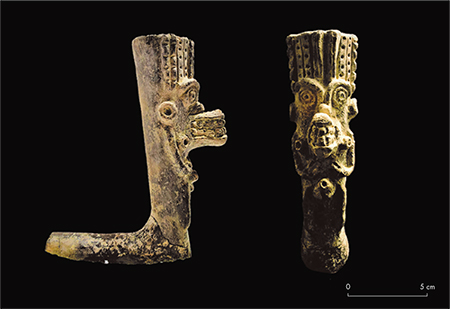
Ejemplar de pipa angular del sitio Arroyo Colorado, Jujuy, Argentina.

Se han reportado tres tipos de pipa: tubulares, angulares, en "T" invertida y monitor.

### Pipas angulares
Las pipas angulares son de cerámica y muchas de ellas exhiben diseños antropomorfos y zoomorfos modelados en el hornillo u fogón. Algunas poseen apéndices (a manera de patas o apoyos) en el ángulo o unión de los tramos vertical y horizontal. Estas pipas son frecuentes en el NOA.

### Pipas tipo monitor
Las pipas tipo monitor arqueológicas son raras y pueden ser de piedra o cerámica. El antropólogo chileno Agustín Llagostera describió una hallada en Séquitor Alambrado (947) y mencionó podría que provenir del sureste de Bolivia (Tarija). Se han hallado pipas monitor de tiempos históricos en la parte austral de Sudamérica, en Chile y Argentina, de uso entre los Tehuelches, Fueguinos y Chonos.